# Wigg-Inseln
Die Wigg-Inseln sind eine Gruppe aus sechs kleinen Inseln vor der Mawson-Küste des ostantarktischen Mac-Robertson-Lands. In der Holme Bay liegen sie 10 km nordwestlich der Flat Islands. 
Norwegische Kartographen kartierten sie anhand von Luftaufnahmen der Lars-Christensen-Expedition 1936/37 und benannten sie als Mesteinene (norwegisch für Mittelsteine). Das Antarctic Names Committee of Australia benannte sie dagegen nach David R. Wigg, Arzt auf der Mawson-Station im Jahr 1962.